# Derrick de Kerckhove
Derrick de Kerckhove (Wanze, 30 maggio 1944) è un sociologo e giornalista belga naturalizzato canadese.
Sociologo, accademico e direttore scientifico di Media Duemila, ha diretto dal 1983 al 2008 il McLuhan Program in Culture & Technology dell'Università di Toronto. È autore di La pelle della cultura e dell'intelligenza connessa (The Skin of Culture and Connected Intelligence) e Professore Universitario nel Dipartimento di lingua francese all'Università di Toronto. Già docente presso il Dipartimento di Scienze Sociali dell'Università degli Studi di Napoli Federico II, dove è stato titolare degli insegnamenti di Sociologia della cultura digitale e di Marketing e nuovi media. È supervisor di ricerca presso il PhD Planetary Collegium T-Node. Nel 2021 è stato docente del corso di Metodologia della ricerca nella società digitale presso la Facoltà di Economia (Corso di Laurea Comunicazione e Multimedialità) presso l'Universitas Mercatorum, Ateneo delle Camere di Commercio.

## Passato
De Kerckhove ha ricevuto il suo dottorato in filosofia (Ph.D), in Lingua e Letteratura Francese dall'Università di Toronto nel 1975 ed un dottorato del terzo ciclo in Sociologia dell'Arte dall'Università di Tours (Francia) nel 1979.
È stato un associato del Centro per la Cultura e la Tecnologia dal 1972 al 1980 ed ha lavorato con Marshall McLuhan per oltre 10 anni come traduttore, assistente e coautore. De Kerckhove viene considerato quale erede intellettuale di McLuhan.
In Italia ha collaborato per tredici anni al bimestrale di comunicazione Mass Media, dal 1983 al 1995.

## Teoria dell'Intelligenza Connettiva
Richiamando la teoria dell'intelligenza collettiva di Pierre Lévy, de Kerckhove l'ha aggiornata e adattata al contesto tecnologico delle reti, mirando alla connessione delle intelligenze quale approccio ed incontro sinergico dei singoli soggetti per il raggiungimento di un obiettivo. Tale connettività si affianca e contemporaneamente si oppone all'idea di collettività proposta da Levy, aggiungendo a questa l'unità frammentata delle potenzialità degli elementi della rete. Non soltanto, quindi, la comunicabilità dei singoli elementi quale caratteristica fondamentale del nuovo medium, ma la possibilità offerta per l'azione/creazione di un oggetto multimediale, un artefatto cognitivo.

## Altri lavori
Ha contribuito all'architettura del software di Hypersession, un software collaborativo ora utilizzato da Emitting Media ed utilizzato per varie situazioni educative.
Per diversi anni ha tenuto presso l'Università degli studi Suor Orsola Benincasa di Napoli le lezioni per la cattedra di Sistemi e tecnologie per la comunicazione. 
Ha inoltre tenuto dieci lezioni per il Corso di Psicotecnologie e processi formativi, presso la Facoltà di Psicologia dell'Università Telematica Internazionale Uninettuno*
Come consulente dei media de Kerckhove ha partecipato alla preparazione per i piani del Padiglione Ontario all'Expo '92 tenuto a Siviglia.
Dal 2008 supervisiona i progetti d'arte globale di Solstizio Project, cofondato dall'artista Giuseppe Stampone.

## Opere
- La coscienza planetaria, in «Mass Media. Rivista bimestrale di comunicazione», VI, n. 1, 1987.
- L'estetica dei media e la sensibilità spaziale, in «Mass Media. Rivista bimestrale di comunicazione», IX, n. 4, 1990.
- Brainframes, trad. it a cura di B. Bassi, Brainframes: mente, tecnologia, mercato, Bologna, Baskerville, 1993. ISBN 88-8000-001-2
- La civilisation video-chretienne, trad. it. di Claire Peltier, La civilizzazione video-cristiana, Milano, Feltrinelli, 1995. ISBN 88-07-46002-5
- Skin of culture, trad. it di M. Carbone, La pelle della cultura: un'indagine sulla nuova realtà elettronica, Genova, Costa & Nolan, 1996. ISBN 88-7648-254-7
- Connected intelligence: the arrival of the web society, Somerville House Publ., Toronto, 1997. ISBN 1-895897-87-4
- The architecture of intelligence, trad. it. di M. Palombo, L'architettura dell'intelligenza, Torino, Testo & immagine, 2001. ISBN 88-8382-039-8
- Transpolitica: nuovi rapporti di potere e di sapere con Vincenzo Susca, Milano, Apogeo, 2008. ISBN 978-88-503-2730-0
- La mente accresciuta, ebook di D. Kerckhove, 2010. ISBN 978-88-6586-036-6
- Il sapere digitale, scritto insieme ad Annalisa Buffardi, Napoli, Liguori Editore, 2011. ISBN 978-88-207-5463-1
- Derrick de Kerckhove con Joan Fontcuberta, Le Mois de la Photo à Montréal: La condition post-photographique, Bielefeld, Kerber Verlag, 2015, ISBN 978-37-3560-128-5.